# Kalle Kultala
Kaarlo Erik (Kalle) Kultala (18. srpna 1924, Helsinky – 2. listopadu 1991, tamtéž) byl finský fotograf.

## Životopis
Kalle Kultala vyrostl v Kronohagenu v Helsinkách. V zimě 1943 narukoval na vojnu a zúčastnil se války. Od roku 1944 pracoval jako profesionální fotograf v Bildbyrå Finlandia Foto a 1946–1949 ve fotoagentuře Poutiainen Oy. V letech 1949–1950 byl prvním fotografem Oy Strömberg Ab na plný úvazek a poté v letech 1950–1957 fotoreportérem časopisu Kuluttaja. V letech 1957–1963 byl technickým ředitelem Lehtikuva Oy a poté pracoval jako fotograf na volné noze.
Kultala daroval svůj archiv více než 200 000 negativů Finskému muzeu fotografie.
V roce 1988 získal medaili Pro Finlandia.

## Dílo
- Kohtalona Kekkonen ("Som löjtnant Kekkonen"), Tammi, Helsingfors 1980
- Jännittävä Koivisto ("Spännande Koivisto"), Tammi, Helsingfors 1983
- Kuvien palvelija ("Tjänsten på bilderna"), Tammi, Helsingfors 1985

## Galerie

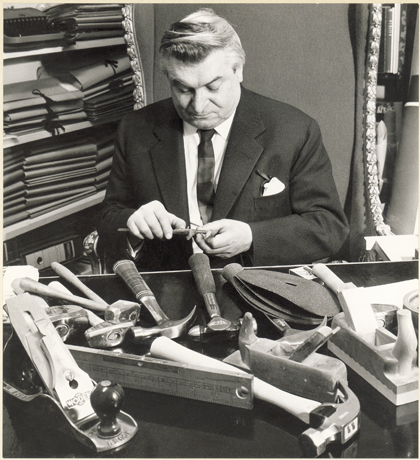
Wäinö Aaltonen u svého stolu
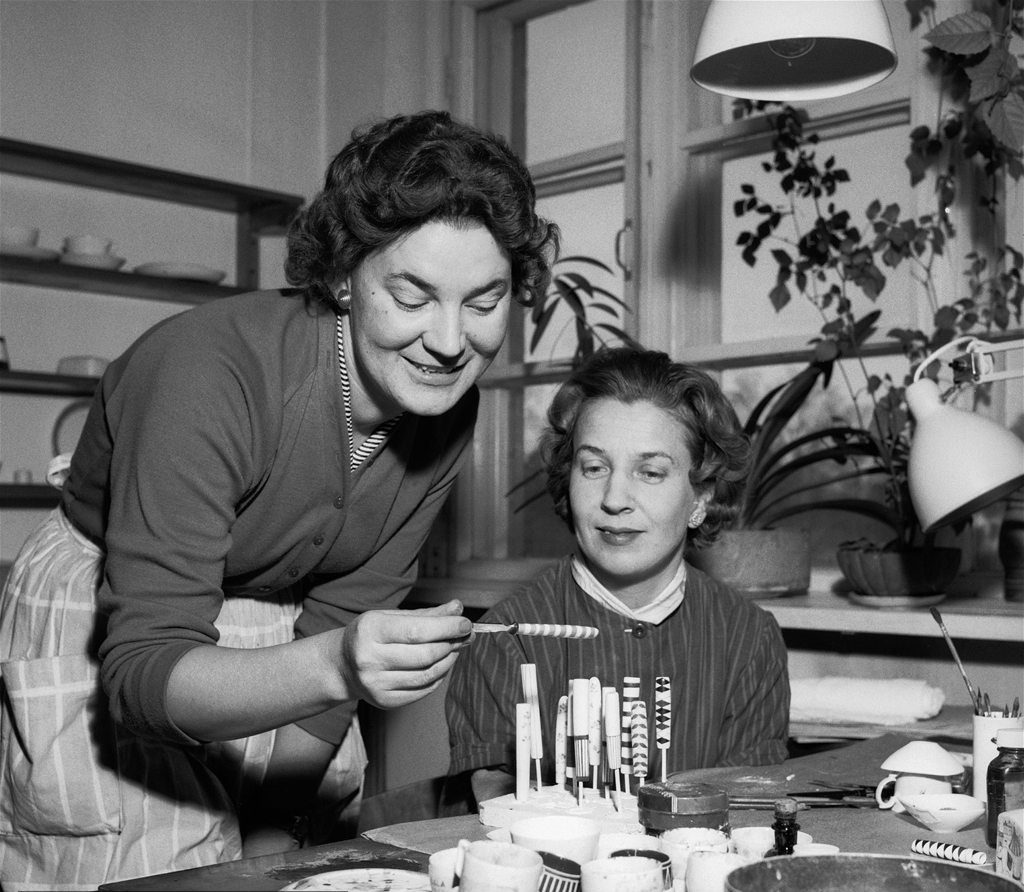
Uosikkinen Tomula, 1957
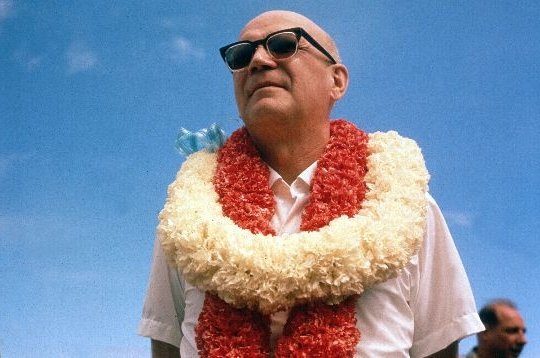
Urho Kekkonen na Havaji, 1961
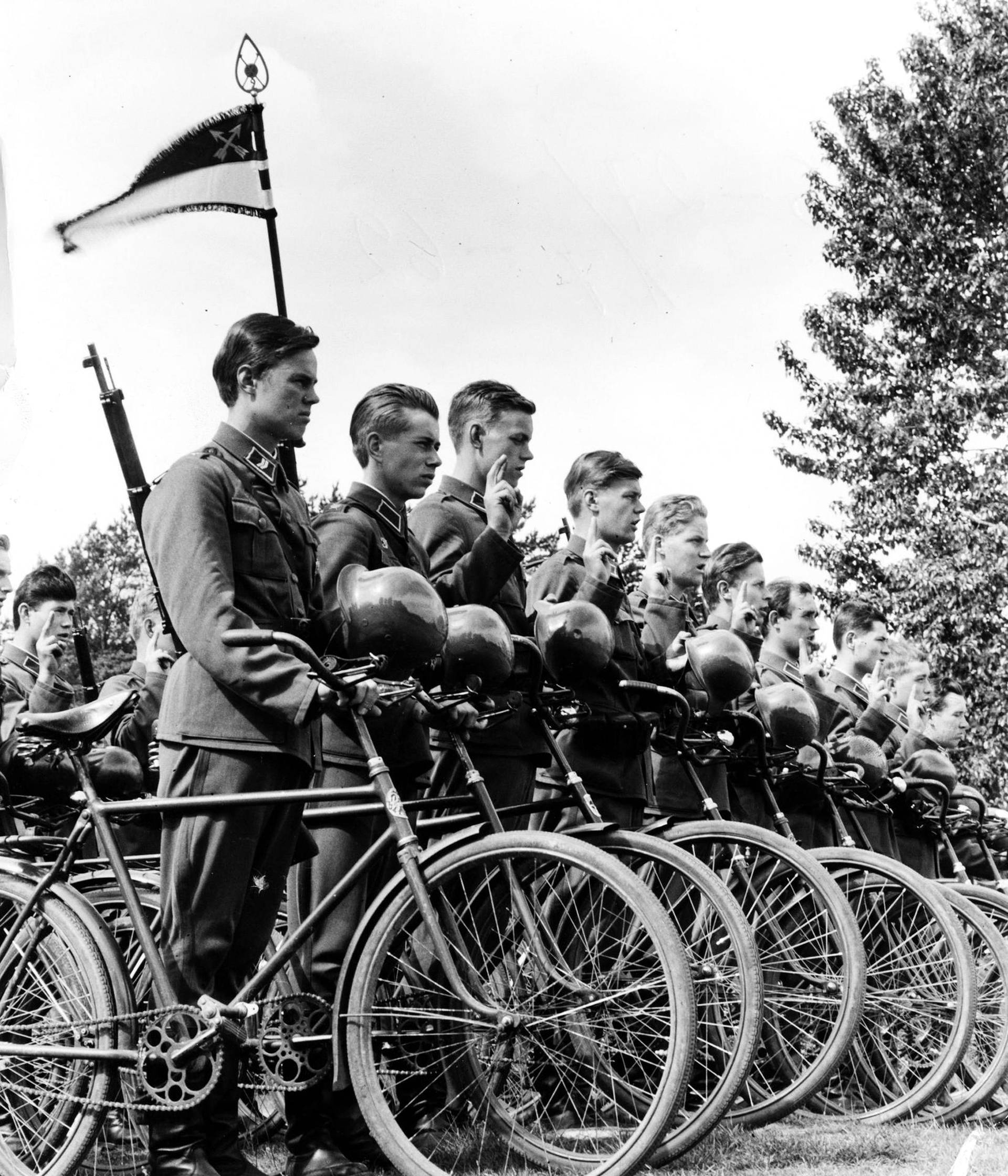
Sotilasvala, 1962
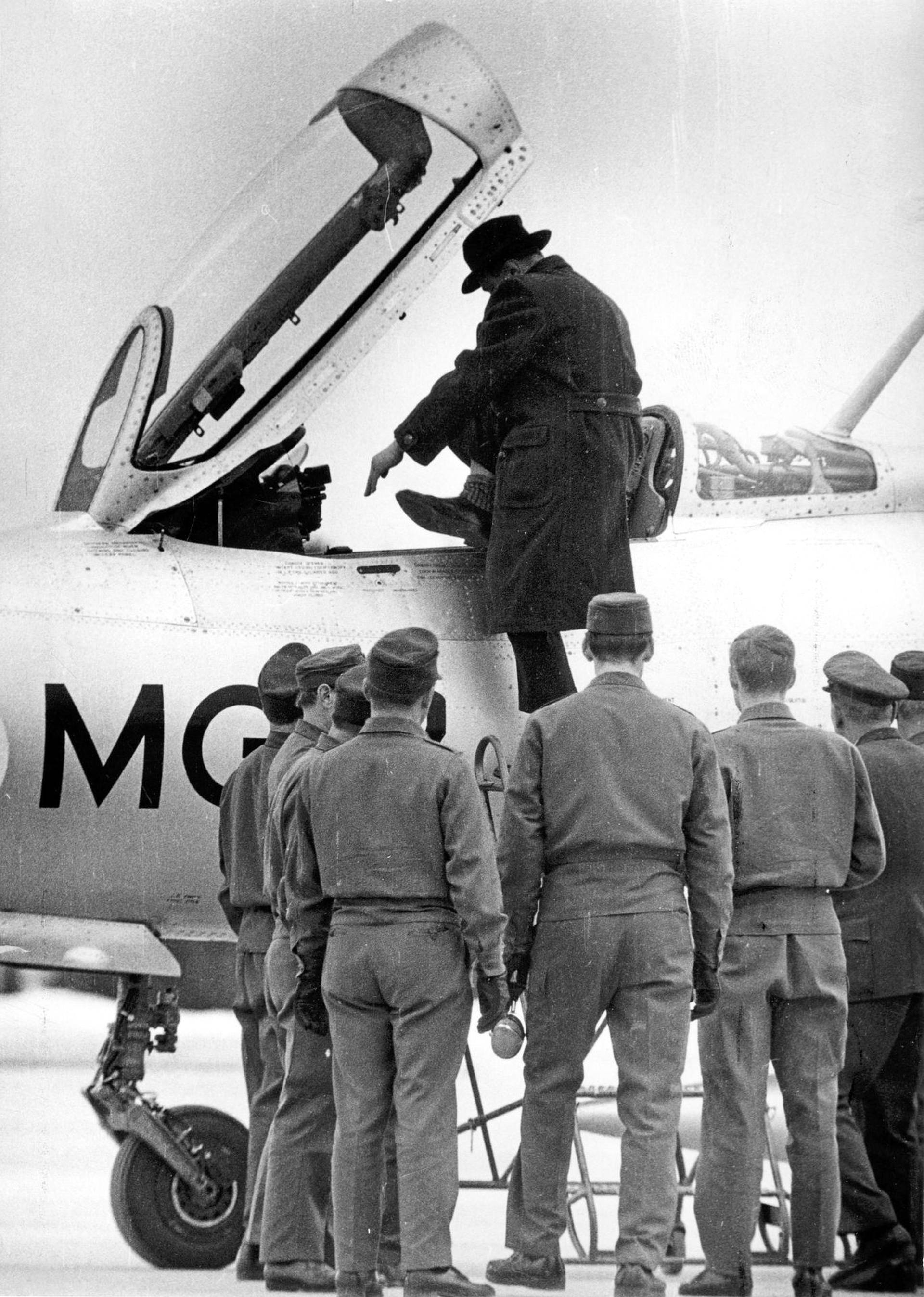
MiG-21 ve Finsku, 1963
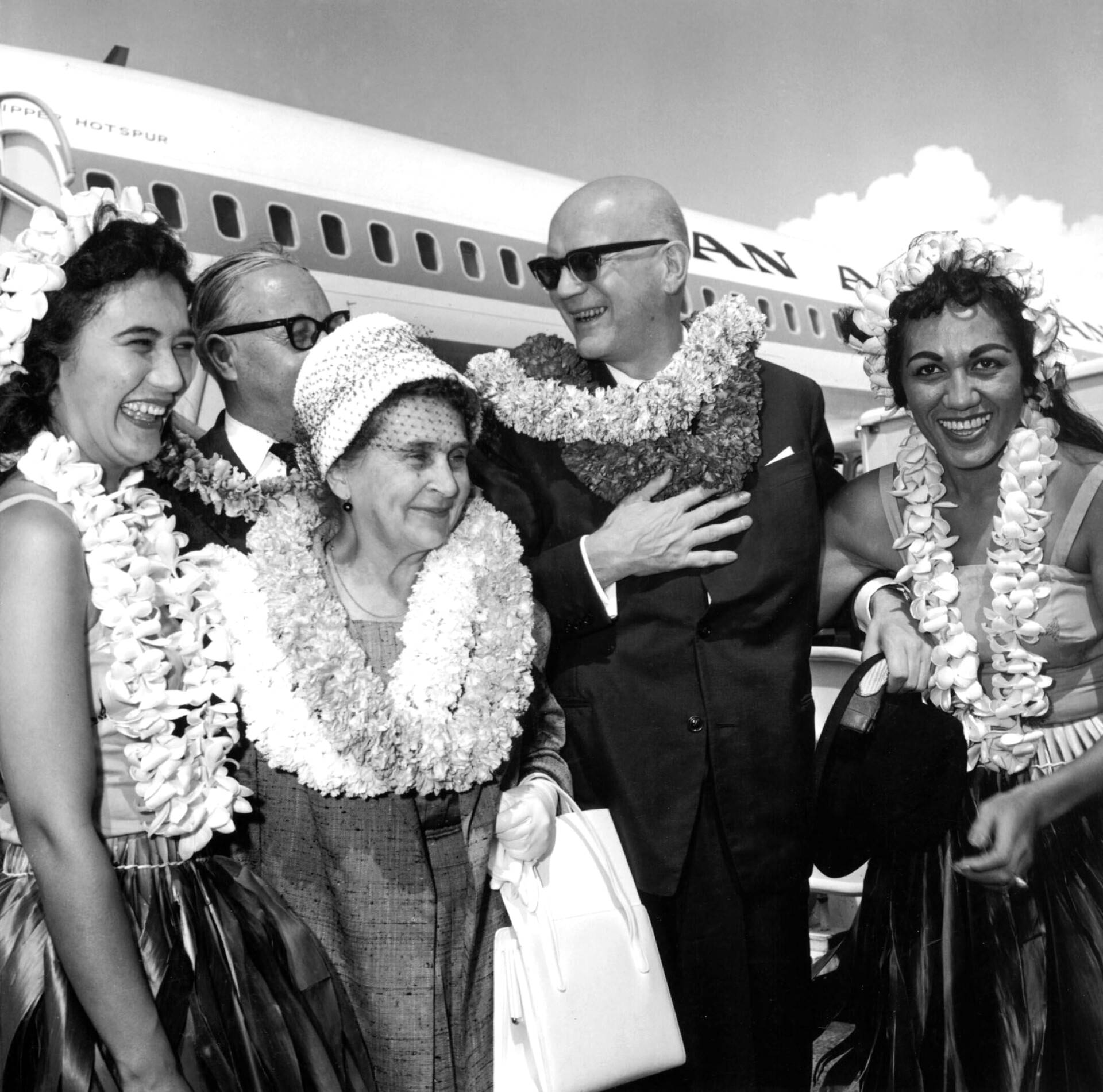
Kekkonen na Havaji, 1961
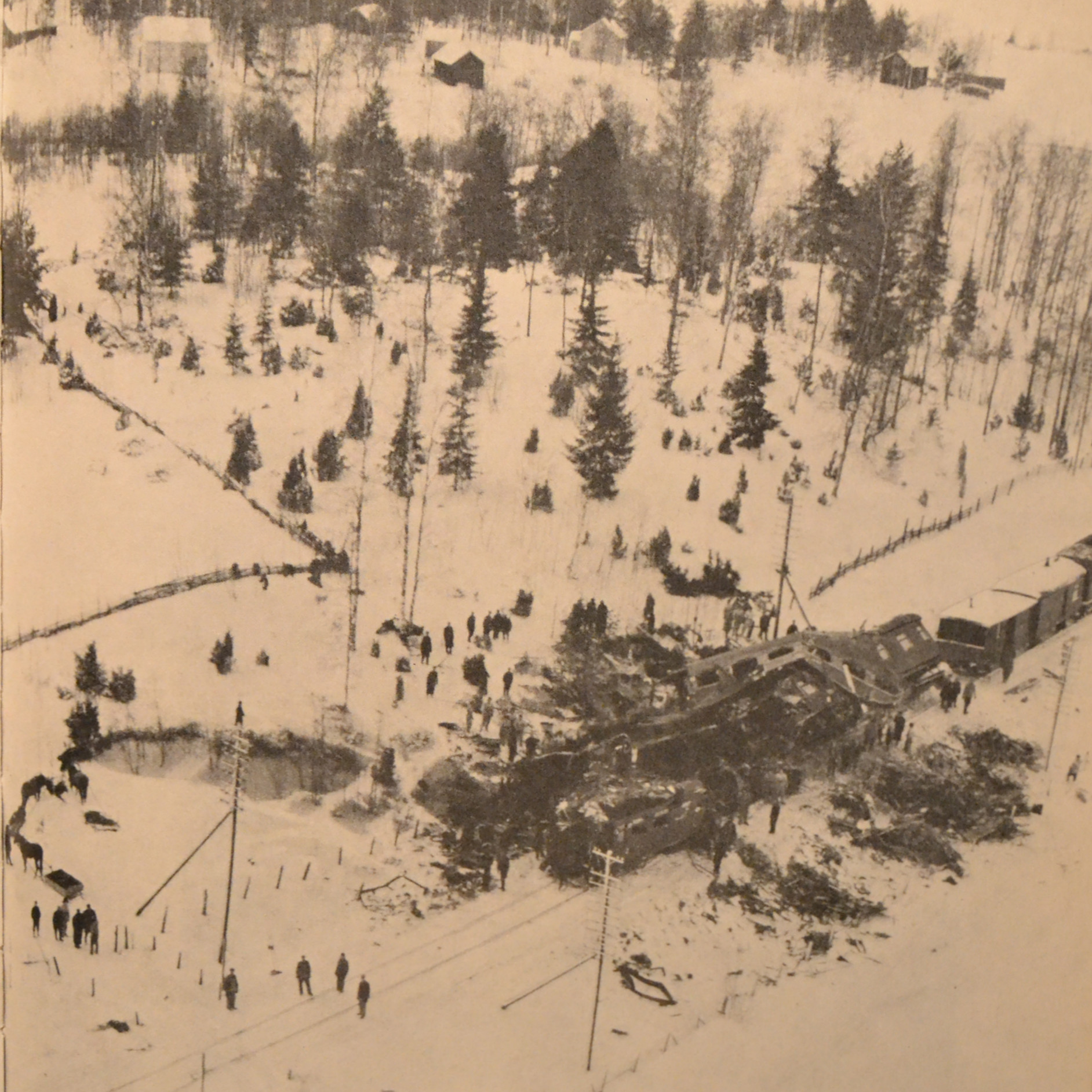
Vlakové neštěstí, Kuurila
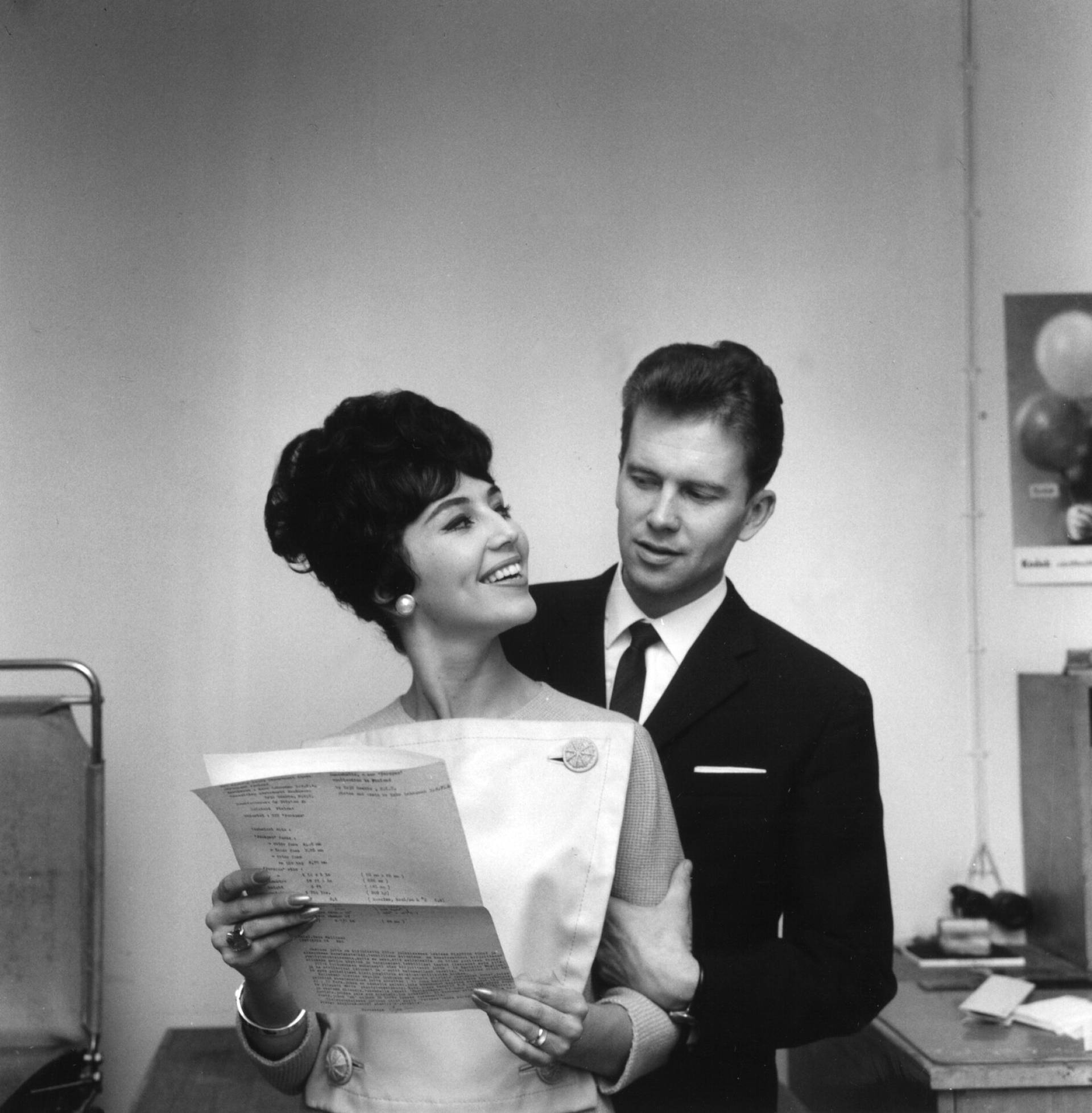
Airisto Melin, 1961